# パラミロン

パラミロン（paramylon）は澱粉に似た炭水化物である。ミドリムシの葉緑体には炭水化物の合成を助け、澱粉の粒子とパラミロンの形で蓄積を行うクロロフィルがある。パラミロンはミドリムシのピレノイド内で作られる。 ミドリムシ類はクロロフィルaとbを持っていて、ブドウ糖のβ1-,3結合による多量体でパラミロンデンプンと呼ばれる特殊な形で光合成産物を蓄積する。パラミロンはパラミロン体と呼ばれる棒状の形を細胞質全体につくって貯蔵される。これを光学顕微鏡で見ると通常無色または白色の粒子に見える。この形はパラミロンをつくるミドリムシの種の特徴である。